# NGC 1008
NGC 1008 ist eine elliptische Galaxie vom Hubble-Typ E3 im Sternbild Walfisch südlich der Ekliptik. Sie ist schätzungsweise 296 Millionen Lichtjahre von der Milchstraße entfernt und hat einen Durchmesser von etwa 70.000 Lichtjahren. 

Im selben Himmelsareal befinden sich u. a. die Galaxien NGC 1004, NGC 1007, NGC 1016, NGC 1019.
Das Objekt wurde am 15. Januar 1865 von dem deutschen Astronomen Albert Marth entdeckt.